# Sylfaen
Sylfaen es un tipo de letra OpenType. Fue diseñado en 1998 por John Hudson y W. Ross Mills, de Tiro Typeworks, y Geraldine Wade, de Monotype Typography. La palabra galesa sylfaen significa ‘fundación’.
La tipografía contiene los conjuntos de caracteres latino, griego, cirílico, armenio y georgiano. La tipografía fue incluida junto con Windows XP en 2001, aunque la versión incluida no incluye soporte para los sistemas de escritura griego, etiópico y el IPA. Soporta WGL4, el alfabeto armenio y las minúsculas del georgiano.
Esta tipografía fue rediseñada como Nyala, e incluida como tal en Windows Vista, Windows Server 2008 y Windows 7.